# Soissonnais-formatie
De Soissonnais-formatie (Argiles et Lignites du Soissonnais) is een geologische formatie in Frankrijk die afzettingen uit het Vroeg-Eoceen omvat. 

## Kenmerken
De Soissonnais-formatie ligt in het bekken van Parijs. Het is afgezet in twee kanalen die onderliggende mariene zandsteenrotsen uit het Thanetien doorsnijden. De formatie komt aan de oppervlakte in het gebied van de rivieren Oise bij Le Quesnoy en de Marne. Een deel van de formatie is afgezet onder mariene condities met fossielen van kraakbeenvissen en een tweede deel met fossielen van fossielen van landdieren. De afzettingen dateren uit het Vroeg-, Midden- en Laat-Sparnacian, de aanduiding voor het eerste deel van het Ypresien in Europa. Ten tijde van het Sparnacian was het gebied een bosgebied met rivieren, met een warm en vochtig klimaat met seizoenen.

## Fauna
In de Soissonnais-formatie zijn fossielen gevonden van geleedpotigen, kraakbeenvissen, beenvissen, amfibieën, reptielen, vogels en zoogdieren. Fossiel materiaal van onder meer kakkerlakken, termieten, bidsprinkhanen, mieren, kevers, libellen, spinnen en schaaldieren is in de Soissonnais-formatie gevonden, met name in stukken amber. Vooral kraakbeenvissen zijn bekend uit de Soissonnais-formatie. Daarnaast zijn fossielen gevonden van de beenvissen Cyclurus (Amiiformes), de kaaimansnoek Lepisosteus fimbriatus (Lepisosteiformes) en een baarsachtigen. Week- en aardschildpadden, agamen, gekko's, leguanen, varanen en alligatorhagedissen, boa's en de krokodilachtigen Allognathosuchus, Asiatosuchus en Diplocynodon zijn de reptielen van de Soissonnais-formatie. Verder zijn fossielen gevonden van kikkers uit de Pelobatidae en salamanders. De zoogdierfauna van de Soissonnais-formatie heeft veel overeenkomsten met die van de Belgische formatie van Tienen van dezelfde ouderdom.

### Kraakbeenvissen
- Doornhaaiachtigen: Megasqualus orpiensis, Squatina
- Grauwe haaien: Notidanodon cf. brotzeni
- Makreelhaaien: Anomotodon novus, Carcharias, Hypotodus verticalis, Isurolamna inflata, Otodus obliquus, Odontaspis winkleri, Palaeohypotodus rutoti, Striatolamia striata
- Grondhaaien: Pachygaleus lefevrei, Palaeogaleus vincenti
- Varkenshaaien: Heterodontus
- Roggen: Myliobatis

### Zoogdieren
- Multituberculaten: Multituberculata indet.
- Buideldieren: Peratherium
- Roofdieren: Dormaalocyon latouri, Gracilocyon solei, Vassacyon taxidiotis
- Creodonten: Galecyon, Palaeonictis cf. gigantea
- Schubdierachtigen: Palaeanodon
- Evenhoevigen: Diacodexis gazini
- Onevenhoevigen: Hyracotherium aff. leporinum, cf. Pachynolophus, Pliolophus vulpiceps
- "Condylarthen": Hyopsodus itinerans, cf. Landenodon, Paschatherium russelli, Teilhardimys musculus
- Vleermuizen: Ageina tobieni, Archaeonycteris brailloni, Icaronycteris menui
- Insectivoren: Leptacodon, cf. Macrocranion, Placentidens lotus, Wyonycteris
- Knaagdieren: Ischyromyidae indet.
- Primaatachtigen: Agerinia, Cantius, Donrussellia provincialis, Platychoerops daubrei, Plesiadapis aff. remensis, Teilhardina, Toliapina lawsoni
- Overige zoogdieren: Apatemys mutiniacus, A. sigogneaui, Heterohyus, Esthonyx, Palaeosinopa, Pantodonta indet.